# Puchar Polski w piłce ręcznej mężczyzn 2013/2014
Puchar Polski w piłce ręcznej mężczyzn 2013/2014 – 48. sezon rozgrywek mający wyłonić zdobywcę Pucharu Polski, a także zespół który będzie reprezentował Polskę w Pucharze EHF.
Przed sezonem Związek Piłki Ręcznej w Polsce dokonał reorganizacji rozgrywek. W tym sezonie uczestniczyło 16 zwycięzców pucharów okręgowych i 12 zespołów z PGNiG SuperLigi mężczyzn.

## Uczestnicy rozgrywek
| I Runda Wstępna                 | I Runda Wstępna                 |
| ------------------------------- | ------------------------------- |
| Województwo dolnośląskie        | Śląsk Wrocław                   |
| Województwo kujawsko- pomorskie | MKS Brodnica                    |
| Województwo lubelskie           | AZS UMCS Lublin                 |
| Województwo lubuskie            | AZS UZ Zielona Góra             |
| Województwo łódzkie             | AZS Anilana UŁ PŁ Łódź          |
| Województwo małopolskie         | SPR Tarnów                      |
| Województwo mazowieckie         | AZS UW Warszawa                 |
| Województwo opolskie            | UKS Olimp Grodków               |
| Województwo podkarpackie        | AZS Przemyśl                    |
| Województwo podlaskie           | brak rozgrywek                  |
| Województwo pomorskie           | Polski Cukier Pomezania Malbork |
| Województwo śląskie             | Viret CMC Zawiercie             |
| Województwo świętokrzyskie      | KSSPR Końskie                   |
| Województwo warmińsko-mazurskie | KS Meble Wójcik Elbląg          |
| Województwo wielkopolskie       | Real Astromal Leszno            |
| Województwo zachodniopomorskie  | Gwardia Koszalin                |

| 1.Runda Główna    | 1.Runda Główna     | 1.Runda Główna               | 1.Runda Główna |
| ----------------- | ------------------ | ---------------------------- | -------------- |
| Vive Targi Kielce | Azoty-Puławy       | Gaz-System Pogoń Szczecin    | Chrobry Głogów |
| ORLEN Wisła Płock | Tauron Stal Mielec | Piotrkowianin Piotrków Tryb. | KPR Legionowo  |
| MMTS Kwidzyn      | Górnik Zabrze      | Zagłębie Lubin               | Gwardia Opole  |

## Rozgrywki

### I runda wstępna – 13 listopada 2013
| Drużyny                                            | wynik             |
| AZS UZ Zielona Góra - Real Astromal Leszno         | 28 - 23 (14 - 13) |
| KSSPR Końskie - AZS Anilana UŁ PŁ Łódź             | 28 - 30 (14 - 16) |
| AZS Przemyśl - SPR Tarnów                          | 34 - 26 (14 - 14) |
| Olimp Grodków - Viret CMC Zawiercie                | 40 - 32 (21 - 19) |
| Gwardia Koszalin - Polski Cukier Pomezania Malbork | 24 - 40 (11 - 19) |
| MKS Eltronik Brodnica - KS Meble Wójcik Elbląg     | 25 - 40 (9 - 19)  |
| AZS UMCS Lublin - AZS UW Warszawa                  | 30 - 27 (14 - 14) |
| Śląsk Wrocław - wolny los                          |                   |

### II runda wstępna – 20 listopada 2013
| Drużyny                                                  | wynik             |
| AZS UMCS Lublin - AZS Przemyśl                           | 30 - 32 (12 - 15) |
| Olimp Grodków - AZS Anilana UŁ PŁ Łódź                   | 29 - 19 (13 - 13) |
| KS Meble Wójcik Elbląg - Polski Cukier Pomezania Malbork | 32 - 31 (17 - 17) |
| AZS UZ Zielona Góra - Śląsk Wrocław                      | 34 - 26           |

### 1/8 finału – 11 grudnia 2013 (ew. 12 stycznia 2014)
| Drużyny                                   | wynik             |
| Zagłębie Lubin - ORLEN Wisła Płock        | 21 - 40 (11 - 21) |
| AZS UZ Zielona Góra - Vive Targi Kielce   | 21 - 38 (10 - 16) |
| Gaz-System Pogoń Szczecin - Górnik Zabrze | 36 - 31 (16 - 14) |
| KPR Legionowo - PE Gwardia Opole          | 22 - 16 (12 - 10) |
| Piotrkowianin Piotrków Tryb.-Azoty-Puławy | 32 - 38 (17 - 17) |
| Olimp Grodków - KS Meble Wójcik Elbląg    | 23 - 33 (12 - 16) |
| SPR Stal Mielec - Chrobry Głogów          | 24 - 25 (16 - 14) |
| AZS Przemyśl - MMTS Kwidzyn               | 24 - 35 (11 - 17) |

### 1/4 finału – 26 lutego 2014 i 4 marca 2014
| Drużyna 1                 | wynik dwumeczu | Drużyna 2         | 1 mecz  | rewanż  |
| ------------------------- | -------------- | ----------------- | ------- | ------- |
| ORLEN Wisła Płock         | 63 - 58        | MMTS Kwidzyn      | 33 - 24 | 30 - 34 |
| KS Meble Wójcik Elbląg    | 37 - 86        | Vive Targi Kielce | 13 - 40 | 24 - 46 |
| Chrobry Głogów            | 57 - 47        | KPR Legionowo     | 26 - 22 | 31 - 25 |
| Gaz-System Pogoń Szczecin | 0 - 20         | Azoty-Puławy      | 0 - 10  | 0 - 10  |

#### Pierwsze mecze
| Drużyny                                    | wynik             |
| ORLEN Wisła Płock - MMTS Kwidzyn           | 33 - 24 (17 - 13) |
| KS Meble Wójcik Elbląg - Vive Targi Kielce | 13 - 40 (7 - 19)  |
| Chrobry Głogów - KPR Legionowo             | 26 - 22 (14 - 12) |
| Gaz-System Pogoń Szczecin - Azoty-Puławy   | 0 - 10 Walkower   |

#### Rewanże
| Drużyny                                    | wynik             |
| MMTS Kwidzyn - ORLEN Wisła Płock           | 34 - 30 (20 - 12) |
| Vive Targi Kielce - KS Meble Wójcik Elbląg | 46 - 24 (24 - 12) |
| KPR Legionowo - Chrobry Głogów             | 25 - 31 (11 - 12) |
| Azoty-Puławy - Gaz-System Pogoń Szczecin   | 10 - 0 Walkower   |

### FINAL FOUR – Torwar, Warszawa 12–13 kwietnia 2014

#### Półfinały
| Drużyny                            | wynik             |
| Azoty-Puławy - Vive Targi Kielce   | 32 - 38 (13 - 19) |
| Chrobry Głogów - ORLEN Wisła Płock | 25 - 36 (12 - 20) |

#### Mecz o III miejsce
| Azoty-Puławy - Chrobry Głogów | 26 - 22 (16 - 11) |

#### Finał
| Vive Targi Kielce - ORLEN Wisła Płock | 33 - 32 (16 - 17) |

### Klasyfikacja końcowa
| Msc. | Zespół            | Uwagi                           |
| ---- | ----------------- | ------------------------------- |
| 1.   | Vive Targi Kielce | awans do Pucharu EHF 2014/2015* |
| 2.   | ORLEN Wisła Płock |                                 |
| 3.   | Azoty-Puławy      |                                 |
| 4.   | Chrobry Głogów    |                                 |

- W związku ze zdobyciem Mistrzostwa i Pucharu Polski przez Vive Targi Kielce do Pucharu EHF awansowała ORLEN Wisła Płock
- W związku z otrzymaniem dzikiej karty w Lidze Mistrzów zagrała ORLEN Wisła Płock, tym samym zwolnione miejsce w Pucharze EHF zajął 3 zespół w lidze : Górnik Zabrze